# Maxime Musqua
 Maxime Musqua, né le 27 juillet 1987 à Talence, est un humoriste, acteur et podcasteur français.

## Biographie

### Jeunesse et débuts
Maxime Jefferson Musqua, de son nom complet, est né à Talence en Gironde de parents tous deux professeur d'EPS. Ses parents se séparent alors qu'il a six ans. Grâce à ces derniers, il pratique de nombreuses activités physiques, dont notamment le flamenco[réf. nécessaire].
Après avoir déménagé à Nice, avec sa mère et son frère, il a été dans la même classe qu'Ophélie Meunier, sa future collègue du Petit Journal, en 5e au collège.
Après ses études à l'école supérieure de réalisation audiovisuelle de Nice, Maxime Musqua se fait connaître sur internet à partir de 2009, avec ses vidéos humoristiques intitulées  Les Chroniques de la grosse pomme. Il rejoint ensuite Europe 1 puis NRJ 12 avec Cyprien Iov dans l'émission 12 infos,.
En 2011, il participe à la course à obstacles StrongmanRun.

### Carrière télévisuelle
À partir de 2012, il fait plusieurs apparitions dans Very Bad Blagues du Palmashow sur Direct 8, puis dans le dernier épisode de Bref sur Canal+. Il fait également des vidéos pour le site madmoizelle.com pendant le festival de Cannes 2012.
Il fait également partie du Studio Bagel de novembre 2012 à juillet 2013.
À la rentrée 2013, Maxime Musqua intègre l'émission Le Petit Journal de Yann Barthès sur Canal+, où il relève chaque soir Le Défi Musqua. En novembre 2013, pour un défi, il relance la marche pour l'égalité et contre le racisme pour son 30e anniversaire.
Peu après la rentrée 2014, il annonce, après n'y être apparu que deux fois depuis sa reprise, son départ du Petit Journal tout en précisant qu'il n'a pas été poussé vers la sortie contrairement à ce qu'affirment de nombreux médias. Il pourrait continuer à travailler pour l'émission, et Canal+ en général, de façon plus événementielle. En 2025, dans un livre biographique, il décrit ce départ comme étant sa volonté, après une première année trop intense et un accompagnement insuffisant de la part de la production.
À la rentrée 2016, il est annoncé dans l'émission Mardi Cinéma de Laurent Ruquier, avec une séquence de caméras cachées.

### Après la télévision
En janvier 2025, il publie le livre Je n'aurai plus besoin d'alcool pour danser pour décrire sa vie des années 2010 à aujourd'hui et son choix d'arrêter la consommation d'alcool début 2020,.

## Émissions de télévision
- 2010-2011 : 12 infos de Cyprien Iov sur NRJ 12
- 2012-2013 : Very Bad Blagues du Palmashow sur Direct 8
- 2012 : Bref de Kyan Khojandi sur Canal+ (dernier épisode)
- 2012 : Le Zapping Amazing 2 sur W9
- 2013-2014 : Le Petit Journal de Yann Barthès sur Canal+
- 2017 : OFNI, l'info retournée de Bertrand Chameroy sur W9 (reporter)

## Publications
- Je n'aurai plus besoin d'alcool pour danser, Robert Laffont, 2 janvier 2025 (ISBN 978-2-2212-7768-3)